# Isaac Cuenca
Joan Isaac Cuenca López (Reus, Tarragona, 27 de abril de 1991), conocido como Isaac Cuenca, es un exfutbolista español que jugaba en la posición de extremo o centrocampista

## Trayectoria

### C. E. Sabadell
Isaac Cuenca se inició en las divisiones menores del Racing de Carballal, como portero, pasando después al filial del Barcelona, en el año 2010 se marcha cedido al Sabadell, siendo una de las piezas fundamentales para los Arlequinados de 2.ª división B. Posteriormente, al finalizar su cesión, vuelve al F. C. Barcelona para formar parte de la plantilla del filial del equipo.

### F. C. Barcelona

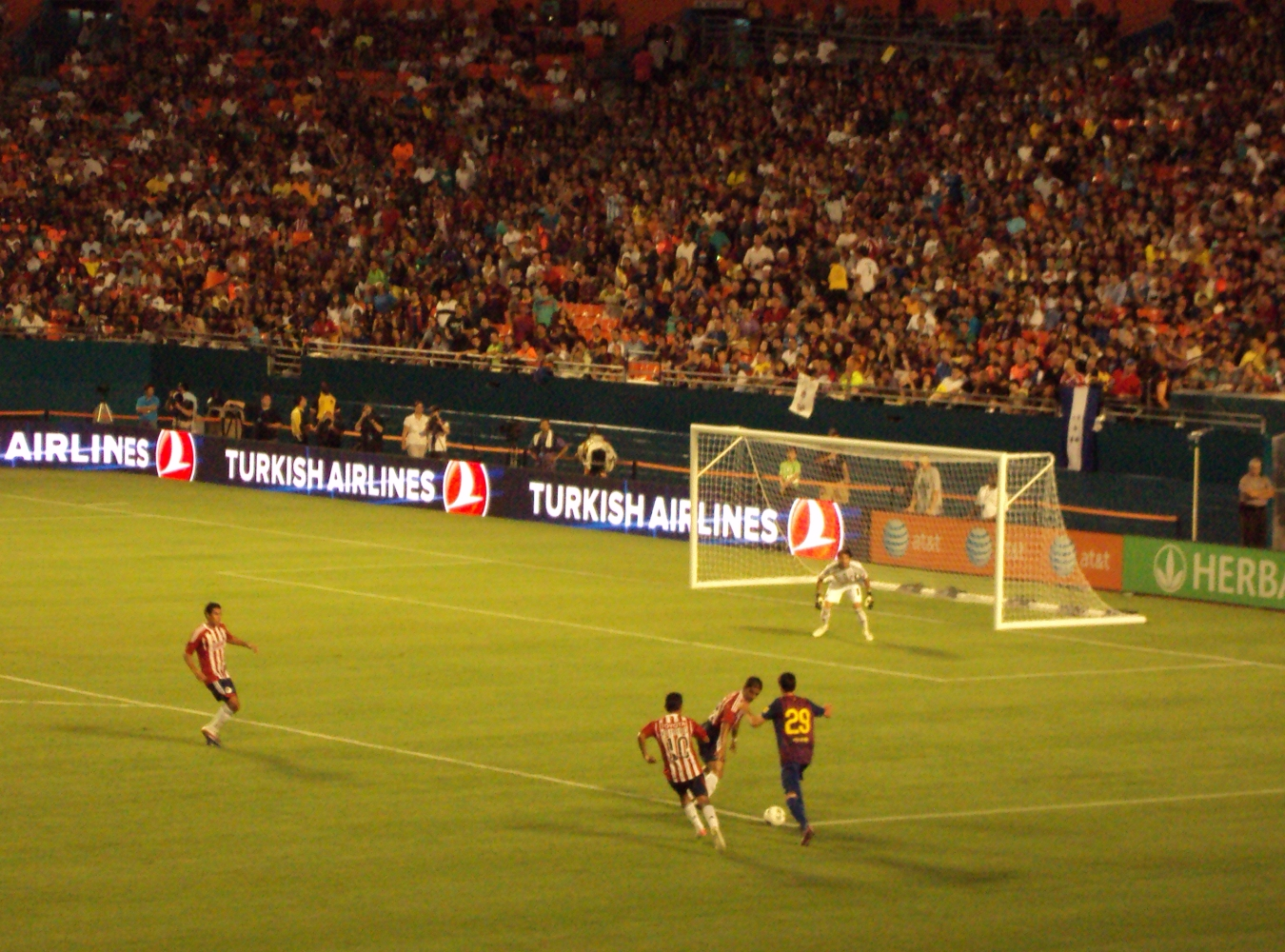
En un partido ante el Chivas de Guadalajara.

Debido a sus grandes actuaciones en el filial, Josep Guardiola le cita para algunos partidos con el primer equipo, aunque viendo finalmente todos los encuentros desde el banquillo.
El 21 de octubre de 2011, Isaac debutó por primera vez como titular en el primer equipo. Fue en el estadio Los Carmenes frente al Granada C.F.. En la siguiente jornada, frente al Mallorca y en el Camp Nou marcó su primer gol en Primera División, al anotar el 4-0 parcial favorable a los "blaugranas". El partido finalizó 5-0 con otros tres tantos de Lionel Messi y uno de Daniel Alves.
El 1 de noviembre de 2011 juega su primer partido en la UEFA Champions League, además entrando de titular, frente al FC Viktoria Plzeň, dio una asistencia a Cesc Fàbregas destacando su actuación en este encuentro y es elegido "Mejor jugador del partido" por los telespectadores de TVE.
Luego de varias apariciones, Cuenca comienza a ser más regular con el primer equipo, siendo titular en varios partidos tanto de UEFA Champions League (donde se convirtió en una pieza importante con un buen número de asistencias), como en Liga, en la cual concretó variadas anotaciones.
A principios de 2012, Isaac Cuenca firma contrato con el F. C. Barcelona hasta 2015 pasando así a formar parte de la primera plantilla, dejando definitivamente el filial blaugrana. A partir de ese momento luciría el dorsal número "23". En mayo del 2012 Cuenca sufre una grave lesión en la rodilla derecha, por lo que debió ser sometido a una artroscopia terapéutica el 31 del mismo mes. Lo cual le impidió disputar varias competencias con el Barça además de perderse la oportunidad de jugar con la selección española en los Juegos Olímpicos de Londres 2012. Luego de seis meses de haber estado en el quirófano, volvió a ejercitarse con el primer equipo al mando del nuevo técnico Tito Vilanova en la Ciutat Esportiva tratando de recuperarse para volver a las canchas. Finalmente luego de duros 8 meses de lesión, el 21 de enero de 2013 le es dada el alta médica.

### Ajax Ámsterdam
El 31 de enero de 2013 se hizo oficial su cesión (aunque sin opción de compra) al Ajax Ámsterdam hasta el final de la temporada 2012-13. Realiza su debut el 10 de febrero frente al Roda JC Kerkrade el cual resultó en empate. Luego de dos meses en las filas del cuadro neerlandés sufre una grave lesión en la rodilla derecha, lo cual le significa perderse el resto de la temporada.

### Vuelta al F. C. Barcelona
En octubre de 2013, tras cuatro meses de su operación en el menisco externo de la rodilla derecha, el delantero de Reus se recupera volviendo a entrenarse nuevamente con el primer conjunto blaugrana. El 13 de mayo vuelve a jugar con la camiseta azulgrana en la final de la Copa Cataluña anotando en el encuentro y ganando dicho trofeo. El 10 de julio acordó la rescisión de contrato con el F. C. Barcelona al no entrar en los planes de Luis Enrique.

### Deportivo de La Coruña
Cuenca firmó el 10 de julio de 2014 un contrato por una temporada con el Real Club Deportivo de La Coruña. Cuenca hizo su debut en el club coruñés el 23 de agosto, sustituyendo a Toché en una derrota por 1-2 ante Granada, y anotó su primer gol ocho días después, anotando un empate a dos de última hora en un partido a domicilio frente al Rayo Vallecano.

### Bursaspor
Luego de no renovar con el Deportivo de La Coruña, fichó por 3 temporadas con el Bursaspor de Turquía.

### Granada C. F.
Durante el mercado invernal de 2016 abandonó el club turco para regresar a España, uniéndose a las filas del Granada Club de Fútbol con quienes firmaría un contrato por una temporada y media.

### Hapoel Be'er Sheva
El 29 de junio de 2017, firmó por tres años como agente libre por el Hapoel Be'er Sheva de la Liga Premier de Israel. Al finalizar el primer año rescindió su contrato e inició la pretemporada con el Reus Deportiu antes de decidir su futuro.

### Japón
El 18 de enero de 2019 firmó por el Sagan Tosu de la J1 League. Un año después fichó por el Vegalta Sendai, siguiendo así en el fútbol japonés. En este equipo estuvo hasta el 20 de abril de 2021, momento en el que el club anunció la rescisión de su contrato para regresar a España y recuperarse de una lesión.

### Inactividad
El 20 de abril de 2021 se retiró del fútbol profesional por una lesión

## Estadísticas en clubes
Actualizado hasta el 9 de junio de 2017.
| Club                          | Temporada | Liga  | Liga  | Liga   | Copa  | Copa  | Copa   | Europa | Europa | Europa | Otros | Otros | Otros  | Total | Total | Total  |
| Club                          | Temporada | Part. | Goles | Asist. | Part. | Goles | Asist. | Part.  | Goles  | Asist. | Part. | Goles | Asist. | Part. | Goles | Asist. |
| ----------------------------- | --------- | ----- | ----- | ------ | ----- | ----- | ------ | ------ | ------ | ------ | ----- | ----- | ------ | ----- | ----- | ------ |
| C. E. Sabadell · España       | 2010-11   | 32    | 5     | 0      | -     | -     | -      | -      | -      | -      | -     | -     | -      | 32    | 5     | 0      |
| C. E. Sabadell · España       | Total     | 32    | 5     | 0      | -     | -     | -      | -      | -      | -      | -     | -     | -      | 32    | 5     | 0      |
| F. C. Barcelona B · España    | 2011-12   | 5     | 2     | 2      | -     | -     | -      | -      | -      | -      | -     | -     | -      | 5     | 2     | 2      |
| F. C. Barcelona B · España    | Total     | 5     | 2     | 2      | -     | -     | -      | -      | -      | -      | -     | -     | -      | 5     | 2     | 2      |
| F. C. Barcelona · España      | 2011-12   | 16    | 2     | 2      | 6     | 2     | 0      | 7      | 0      | 4      | 1     | 0     | 0      | 30    | 4     | 6      |
| F. C. Barcelona · España      | Total     | 16    | 2     | 2      | 6     | 2     | 0      | 7      | 0      | 4      | 1     | 0     | 0      | 30    | 4     | 6      |
| Ajax Ámsterdam · Países Bajos | 2012-13   | 3     | 0     | 1      | 0     | 0     | 0      | 2      | 0      | 0      | -     | -     | -      | 5     | 0     | 1      |
| Ajax Ámsterdam · Países Bajos | Total     | 3     | 0     | 1      | 0     | 0     | 0      | 2      | 0      | 0      | -     | -     | -      | 5     | 0     | 1      |
| R. C. Deportivo · España      | 2014-15   | 27    | 2     | 2      | 2     | 0     | 1      | -      | -      | -      | -     | -     | -      | 29    | 2     | 3      |
| R. C. Deportivo · España      | Total     | 27    | 2     | 2      | 2     | 0     | 1      | -      | -      | -      | -     | -     | -      | 29    | 2     | 3      |
| Bursaspor Turquía             | 2015-16   | 12    | 1     | 0      | 7     | 0     | 2      | -      | -      | -      | -     | -     | -      | 19    | 1     | 2      |
| Bursaspor Turquía             | Total     | 12    | 1     | 0      | 7     | 0     | 2      | -      | -      | -      | -     | -     | -      | 19    | 1     | 2      |
| Granada C. F. · España        | 2015-2017 | 37    | 4     | 2      | 1     | 0     | 0      | -      | -      | -      | -     | -     | -      | 38    | 4     | 2      |
| Granada C. F. · España        | Total     | 37    | 4     | 2      | 1     | 0     | 0      | -      | -      | -      | -     | -     | -      | 38    | 4     | 2      |

## Palmarés

### Títulos nacionales
| Título                 | Club               | País         | Año  |
| ---------------------- | ------------------ | ------------ | ---- |
| Supercopa de España    | F. C. Barcelona    | España       | 2011 |
| Copa del Rey           | F. C. Barcelona    | España       | 2012 |
| Eredivisie             | Ajax de Ámsterdam  | Países Bajos | 2013 |
| Supercopa de España    | F. C. Barcelona    | España       | 2013 |
| Supercopa de Israel    | Hapoel Be'er Sheva | Israel       | 2017 |
| Liga Premier de Israel | Hapoel Be'er Sheva | Israel       | 2018 |

### Títulos internacionales
| Título            | Club            | Sede  | Año  |
| ----------------- | --------------- | ----- | ---- |
| Mundial de Clubes | F. C. Barcelona | Japón | 2011 |